# Agesilao II
Agesilao II (in greco antico: Ἀγησίλαος?, Agēsílāos; Sparta, 444 a.C. – Cirene, 360 a.C.) fu re di Sparta dal 400 circa al 360 a.C., dopo essere succeduto al fratello Agide.

## Biografia

### Ascesa al trono
Agesilao era figlio di Archidamo II (re dal 476 al 427 a.C.), della dinastia Euripontide, e fratellastro di Agide II, di Teleutia e di Cinisca; secondo Plutarco sposò Cleora ed ebbe un figlio (Archidamo III, che gli succedette come re) e due figlie (Eupolia e Proauga). Alla morte del padre, nel 427 a.C., salì al trono il figlio primogenito Agide II, mentre Agesilao, fratello minore del nuovo re, rimase nella sua ombra ricevendo la tipica educazione spartana, detta agoghé.
Alla morte di Agide si aprì una seria crisi dinastica, in quanto il figlio Leotichida, destinato alla successione, fu accusato dai sostenitori di Agesilao di essere figlio illegittimo di Agide e pertanto di non avere alcun diritto al trono. Si diceva infatti che Leotichida fosse nato da una relazione tra la regina Timea ed Alcibiade, condottiero ateniese.
I fautori di Leotichida citarono un oracolo che metteva in guardia Sparta da una monarchia zoppa e sostenevano che si riferisse ad Agesilao, il quale era effettivamente zoppo. Gli amici di Agesilao, tra i quali Lisandro, sostennero invece che la monarchia sarebbe stata zoppa se fosse salito sul trono un re illegittimo. Gli Spartani scelsero infine come re Agesilao, il quale avrebbe regnato per circa 40 anni, vedendo l'apogeo della potenza spartana e poi il suo rapido declino.
Plutarco testimonia che Agesilao, invece di venire in contrasto con gli efori per questioni di potere come spesso avevano fatto i suoi predecessori, si consultava sempre con loro prima di prendere ogni decisione, si alzava in piedi dal trono quando entrava uno di essi, e mandava loro dei regali ad ogni loro elezione (gli efori venivano eletti ogni anno e la loro carica non era rinnovabile). In questo modo, si ingraziava i supremi magistrati ed aumentava indirettamente il suo potere.

### La spedizione in Asia Minore
Quando Agesilao ascese al trono di Sparta, la città era già impegnata in Asia Minore in una guerra contro l'impero persiano. Tra il 400 ed il 397, le operazioni militari erano state condotte dai generali Tibrone e Dercilida, i quali avevano ottenuto scarsi risultati. Alla fine del 397 giunse a Sparta la notizia che in Fenicia i Persiani stavano preparando una potente flotta da guerra, la quale sarebbe stata verosimilmente utilizzata contro gli Spartani nel mar Egeo. Il suggerimento di Lisandro di inviare in Asia Minore un nuovo esercito al comando di Agesilao fu accolto e nella primavera del 396 il re salpò per l'Asia Minore.
La spedizione fu presentata dagli Spartani come una guerra di liberazione dei Greci d'Asia dal giogo persiano, ma in realtà si trattava di un tentativo di rafforzare l'egemonia di Sparta sull'area del mar Egeo conquistandone la costa asiatica. Lisandro desiderava restaurare i regimi filospartani (decarchie) che egli stesso aveva creato in Asia Minore alla fine della guerra del Peloponneso e che erano stati aboliti da Sparta stessa per timore dell'eccessivo potere che Lisandro aveva ottenuto grazie ad essi. Quando Agesilao si rese conto dell'autorità di cui questi godeva in Asia Minore, si rifiutò di restaurare le decarchie e ruppe l'amicizia con Lisandro. In Asia Agesilao strinse un'amicizia duratura con lo scrittore ateniese Senofonte, che allora militava nell'esercito spartano e che divenne un fedele estimatore del re.
Sotto la guida di Agesilao la guerra in Asia fu poco più fortunata rispetto agli anni precedenti, riuscendo comunque a limitare il potere nella regione dei due satrapi di Frigia e Caria. Farnabazo venne sconfitto a Dascylium, dove però il comandante spartano dovette desistere nel proseguire l'attacco definitivo, perché privo di cavalleria; l'anno seguente, rafforzato il contingente a cavallo e attraverso uno stratagemma ingannò Tissaferne sconfiggendolo presso Sardi. L'esito della battaglia costò caro al satrapo di Caria, il quale poco dopo fu giustiziato per ordine del Gran Re; il suo successore Titrauste rinunciò a proseguire i combattimenti e chiese una tregua.
Agesilao diresse così la sua attenzione nuovamente alla Frigia; però l'imminenza della stagione invernale ne limitò l'azione, quindi egli utilizzò la brutta stagione per potenziare la tattica ossidionale e la cavalleria. La primavera del 394, Agesilao stava pianificando una spedizione in Cappadocia che avrebbe potuto mettere a rischio l'autorità persiana sull'Asia Minore, quando fu richiamato in Grecia per soccorrere Sparta stessa minacciata dalle altre poleis che le avevano dichiarato guerra  (guerra di Corinto) col sostegno finanziario del Gran Re.
Al momento di abbandonare l'Asia, Agesilao disse che veniva cacciato da diecimila arcieri del Re poiché le monete persiane avevano su di sé l'immagine di un arciere e tanto era il denaro versato dal Re ai Greci perché facessero guerra a Sparta. In conclusione, la spedizione di Agesilao si risolse in una lunga serie di scaramucce e saccheggi senza riuscire ad espugnare alcuna città o fortezza e senza riuscire ad abbattere il governo persiano.

### La guerra di Corinto

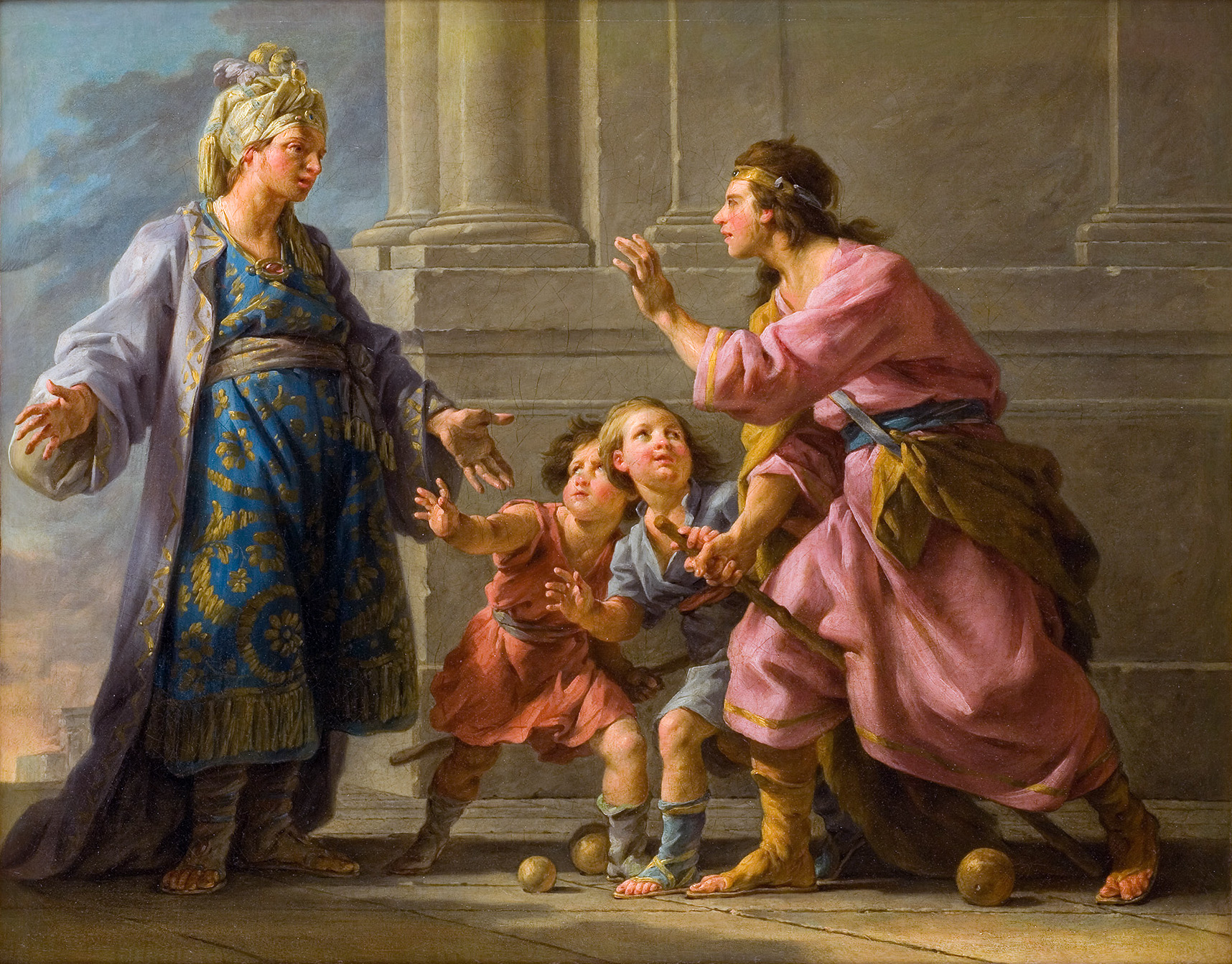
Noël Hallé, Agesilao mentre gioca coi suoi figli, 1779.

Agesilao raggiunse la Grecia via terra lungo lo stesso itinerario seguito più di ottant'anni prima da Serse. Un esercito tebano gli venne incontro per sbarrargli la strada prima che entrasse in Beozia, ma nell'agosto del 394 Agesilao lo sconfisse nella battaglia di Coronea, che Senofonte, presente allo scontro nelle file dell'esercito spartano, considerò la più grande battaglia dell'epoca. Poco prima della battaglia giunse al re la notizia che la flotta spartana da lui lasciata in Asia per proseguire la guerra contro i Persiani era stata annientata dalla flotta nemica comandata dall'ateniese Conone e che l'egemonia di Sparta sull'Egeo era infranta. Agesilao tenne però nascosta la verità alle sue truppe per evitare che si demoralizzassero prima della battaglia.
Negli anni successivi la guerra proseguì tra alterne vicende: già nel 391 a.C., recuperò il controllo del porto corinzio del Lecheo e delle lunghe mura, che lo collegavano alla città. Sconfisse inoltre gli argivi, mentre si tenevano i giochi istmici, mentre negli anni 389 e 388 fu impegnato in Acarnania, una terra tradizionalmente alleata di Atene, obbligandoli ad uscire dalla coalizione anti-spartana.
La pace giunse nella primavera del 386, in seguito a un rovesciamento delle posizioni iniziali: Sparta e la Persia si riavvicinarono e imposero agli altri Greci la Pace di Antalcida, la quale garantiva l'autonomia di tutte le città greche della madrepatria, ma sanciva la sottomissione delle città greche d'Asia all'impero persiano. In ottemperanza a queste clausole la pace doveva essere giurata (oggi diremmo "firmata") dalle singole poleis, non contemplando la possibilità che una città esercitasse la propria egemonia su altre città. Tuttavia, Tebe pretese di giurare in nome della Beozia per rivendicare la propria egemonia sulla regione, ma Agesilao oppose un netto rifiuto e minacciò la guerra nel caso Tebe non avesse ritirato la sua richiesta. Di fronte alla minaccia di una guerra aperta contro Sparta e senza più alleati, Tebe accettò di giurare solamente a nome proprio rinunciando ad ogni pretesa egemonica sulla Beozia.

### Il conflitto con Atene e Tebe
Negli anni successivi alla Pace di Antalcida, Sparta esercitò con molta durezza la propria egemonia sulla Grecia, sfruttando la clausola che imponeva l'autonomia delle poleis, la quale aveva fortemente indebolito le sue tradizionali rivali, Atene, Argo e Corinto, che non potevano più contare sulle loro leghe con altre città minori. Nel 385 a.C., Agesilao fu al comando di un esercito che pose l'assedio a Mantinea, sulla quale sfogò la forza distruttrice del fiume Ophis, dopo avervi costruito una diga di sbarramento. Nel 382, il generale spartano Febida, aiutato dall'allora polemarco tebano Leonziade, occupò proditoriamente la rocca di Tebe, ponendo la città sotto il controllo di Sparta.
In aperta violazione della Pace del Re, il colpo di stato ebbe successo, dato che Agesilao non fece nulla per rimuovere la guarnigione spartana dalla rocca di Tebe; la città venne così governata, per un breve periodo, da un governo oligarchico sostenuto e controllato dai polemarchi. Nel 379, venne inviato a Fliunte, che cadde dopo 20 mesi. L'anno dopo, quando il generale spartano Sfodria tentò invano di compiere un attacco a sorpresa contro Atene, Agesilao non prese provvedimenti contro il colpevole. Atene e Tebe, nel frattempo liberatasi dal presidio spartano, dichiararono guerra a Sparta nel 377. Agesilao guidò il suo esercito in Beozia nello stesso anno senza ottenere risultati apprezzabili, anche perché i tebani lasciarono devastare la regione senza intervenire.
Nel corso della campagna accadde un famoso aneddoto riferito da Plutarco: sentendo che gli alleati erano scontenti di combattere agli ordini di Sparta e dicevano che il comando sarebbe spettato a loro poiché essi erano in numero superiore agli Spartani, Agesilao riunì l'intero esercito e fece raggruppare i soldati a seconda del loro mestiere. Gli alleati si divisero tra vasai, fabbri, contadini, ecc., mentre solo gli Spartani rimasero da parte essendo soldati professionisti. In questo modo Agesilao mostrò agli alleati che Sparta meritava il comando poiché metteva a disposizione il più alto numero di soldati. L'anno successivo, il 376, una grave ferita alla gamba costrinse Agesilao a non prendere parte ai combattimenti. A partire dal 375 a.C. circa, Atene e Sparta mostrarono un crescente interesse a riconciliarsi poiché entrambe erano preoccupate dall'ascesa della potenza di Tebe.
Nell'estate del 371 si tenne un congresso a Sparta durante il quale fu stipulata la pace tra le poleis in conflitto. Si ripresentò lo stesso incidente occorso in occasione della pace di Antalcida, poiché Tebe pretese nuovamente di giurare la pace in nome di tutta la Beozia anziché solo per se stessa. Si trattava di una chiara violazione della pace del Re, la quale prevedeva l'autonomia di tutte le poleis ed impediva quindi la formazione di leghe egemonizzate da una città sulle altre. Espressa dal generale Epaminonda, la richiesta di Tebe si scontrò con la dura opposizione di Agesilao, il quale, come nel 386, minacciò la guerra nel caso in cui Tebe avesse continuato a pretendere di giurare in nome dei Beoti. Diversamente da quindici anni prima, questa volta Tebe si sentiva pronta per un confronto con Sparta e mantenne un atteggiamento irremovibile, di fronte al quale Sparta la escluse dalla pace e mobilitò l'esercito contro di essa.

### L'egemonia tebana
Dopo la dichiarazione di guerra, gli efori ordinarono all'altro re, Cleombroto, che già si trovava in Focide con l'esercito, di marciare contro la Beozia per costringere Tebe a recedere dal suo intento di ricostituire la Lega beotica. Nel luglio del 371, a Leuttra, l'esercito spartano affrontò quello tebano ed andò incontro ad una terribile disfatta, dove anche il re Cleombroto rimase sul campo. Forti della vittoria inaspettata, nell'inverno 370/369 i Tebani invasero la Laconia guidati da Epaminonda e arrivarono a minacciare la stessa Sparta.
Agesilao riuscì ad organizzare una valida resistenza che salvò la città dall'occupazione straniera, ma non poté impedire il saccheggio delle campagne circostanti. Nell'estate del 369 Epaminonda compì una seconda invasione della Laconia che però oltrepassò Sparta e si concluse con il distacco della Messenia dalla Laconia, privando Sparta di metà del suo territorio.
Durante il successivo periodo di tregua, ad Agesilao vennero richiesti i suoi servigi dal successore di Farnabazo II, il satrapo della Frigia ellespontica Ariobarzane. Nel 362 Agesilao guidò una spedizione contro la città di Mantinea, antica nemica di Sparta, provocando una nuova invasione tebana, sempre guidata da Epaminonda. Nella battaglia di Mantinea che seguì, i Tebani sconfissero nuovamente gli Spartani, ma persero il proprio comandante Epaminonda.

### La spedizione in Egitto e la morte
Nel 361, all'età di ottantadue anni circa, Agesilao accettò di recarsi in Egitto per comandare le truppe mercenarie al servizio del faraone Djedhor, allora in rivolta contro il Gran Re persiano, coadiuvato da Cabria a comando della flotta. Si recò quindi in Egitto con un contingente di 1000 opliti, con il compito di dirigere le operazioni di invasione della Siria, ma a campagna iniziata litigò con il faraone destituendolo in Fenicia. Ritornato in Egitto a difesa del suo protetto, il successore di casa reale Nectanebo II si dovette difendere a lungo sulle sponde del Nilo e durante un assedio ebbe ragione degli assedianti, sbaragliandoli con un attacco a sorpresa mentre erano occupati a scavare una trincea attorno alla città. Finita la guerra di successione, verso il 360, il vittorioso faraone ricompensò Agesilao con 230 talenti d'oro, ma egli trovò la morte sulla via del ritorno, mentre si trovava ancora in Libia, mentre pensava a come essere utile alla patria.
L'usanza spartana prevedeva che, a differenza dei comuni cittadini, i re fossero seppelliti in patria, e perciò il corpo di Agesilao fu trasportato a Sparta e lì sepolto. Poco tempo dopo Senofonte compose un elogio del re scomparso, intitolato Agesilao, con il quale celebrò la sua vita e il suo valore. Tuttavia, il bilancio del suo regno fu meno splendente di quanto sostenga Senofonte: quando Agesilao salì al trono, Sparta era all'apice della sua potenza, mentre quando morì era ormai decaduta al rango di potenza di secondo piano in Grecia.